# Pulliella pseudoarmata
Pulliella pseudoarmata är en ringmaskart som beskrevs av Silva 1965. Pulliella pseudoarmata ingår i släktet Pulliella och familjen Capitellidae. Inga underarter finns listade i Catalogue of Life.